# Leoš Čermák
Pour les articles homonymes, voir Čermák.
Leoš Čermák (né le 13 mars 1978 à Třebíč en Tchécoslovaquie aujourd'hui ville de République tchèque) est un joueur professionnel de hockey sur glace.

## Carrière
Čermák commence sa carrière en jouant au hockey sur l'étang de sa ville natale Třebíč. Il joue toute son enfance à partir de 6 ans au hockey pour le club de la ville, SK Slavia Třebíč mis à part une saison où il est invité pour jouer avec le HC Slavia Praha. En 1997, il fait ses débuts avec l'équipe sénior du club et joue alors en 1. národní hokejová liga, la deuxième division du pays.
Trois saisons plus tard, il rejoint le Slavia et fait alors ses débuts en Extraliga, la division élite. À l'issue de la saison, il est le joueur le plus pénalisé de la ligue. Il commence la saison suivante avec le Slavia mais rejoint le HC Vítkovice en cours de saison.
En 2002, il quitte son pays natal et va jouer en Russie dans la Superliga pour l'équipe du Sibir Novossibirsk. Il n'y passe qu'une saison l'équipe terminant à la quatorzième place du classement. Il retourne en République tchèque pour la saison 2003-2004 et joue alors pour le HC Bílí Tygři Liberec. Il y passe cinq saisons malgré un aparté de deux matchs avec le SK Slavia Trebíc en 2005-2006 et le début de la saison suivante avec son ancien club de Prague. En 2007-2008, il est le joueur avec le meilleur différentiel plus-moins des séries avec +9 alors que l'équipe termine à la quatrième place du classement.
En 2008-2009, il retourne jouer en Russie mais cette fois dans la nouvelle ligue la Ligue continentale de hockey en signant pour le Salavat Ioulaïev Oufa.

## Statistiques
| Saison    | Équipe                 | Ligue     |    | Saison régulière | Saison régulière | Saison régulière | Saison régulière | Saison régulière |   | Séries éliminatoires | Séries éliminatoires | Séries éliminatoires | Séries éliminatoires | Séries éliminatoires |
| Saison    | Équipe                 | Ligue     | PJ | B                | A                | Pts              | Pun              | PJ               | B | A                    | Pts                  | Pun                  |                      |                      |
| 1997-1998 | SK Slavia Třebíč       | 1. liga   | 15 | 0                | 0                | 0                |                  |                  |   |                      |                      |                      |                      |                      |
| 1998-1999 | SK Slavia Třebíč       | 1.liga    | 49 | 17               | 7                | 24               | 116              |                  |   |                      |                      |                      |                      |                      |
| 1999-2000 | SK Slavia Třebíč       | 1.liga    | 33 | 12               | 15               | 27               | 52               | 5                | 3 | 2                    | 5                    | 6                    |                      |                      |
| 2000-2001 | HC Slavia Praha        | Extraliga | 47 | 11               | 13               | 24               | 40               | 11               | 2 | 1                    | 3                    | 49                   |                      |                      |
| 2001-2002 | HC Slavia Praha        | Extraliga | 32 | 5                | 6                | 11               | 63               |                  |   |                      |                      |                      |                      |                      |
| 2001-2002 | HC Vítkovice           | Extraliga | 14 | 7                | 4                | 11               | 39               | 13               | 5 | 1                    | 6                    | 14                   |                      |                      |
| 2002-2003 | Sibir Novossibirsk     | RSL       | 47 | 11               | 9                | 20               | 105              |                  |   |                      |                      |                      |                      |                      |
| 2003-2004 | Bílí Tygři Liberec     | Extraliga | 32 | 9                | 9                | 18               | 72               |                  |   |                      |                      |                      |                      |                      |
| 2004-2005 | Bílí Tygři Liberec     | Extraliga | 43 | 14               | 11               | 25               | 84               | 9                | 3 | 4                    | 7                    | 10                   |                      |                      |
| 2005-2006 | Bílí Tygři Liberec     | Extraliga | 29 | 6                | 9                | 15               | 56               | 5                | 0 | 0                    | 0                    | 8                    |                      |                      |
| 2005-2006 | SK Slavia Třebíč       | 1.liga    | 2  | 2                | 0                | 2                | 0                |                  |   |                      |                      |                      |                      |                      |
| 2006-2007 | HC Slavia Praha        | Extraliga | 22 | 7                | 7                | 14               | 34               |                  |   |                      |                      |                      |                      |                      |
| 2006-2007 | Bílí Tygři Liberec     | Extraliga | 24 | 8                | 7                | 15               | 48               | 8                | 1 | 2                    | 3                    | 12                   |                      |                      |
| 2007-2008 | Bílí Tygři Liberec     | Extraliga | 40 | 20               | 9                | 29               | 85               | 11               | 7 | 4                    | 11                   | 12                   |                      |                      |
| 2008-2009 | Salavat Ioulaïev Oufa  | KHL       | 43 | 9                | 9                | 18               | 89               | 3                | 0 | 0                    | 0                    | 0                    |                      |                      |
| 2009-2010 | Sibir Novossibirsk     | KHL       | 51 | 13               | 14               | 27               | 118              |                  |   |                      |                      |                      |                      |                      |
| 2010-2011 | Torpedo Nijni Novgorod | KHL       | 39 | 3                | 6                | 9                | 54               | -                | - | -                    | -                    | -                    |                      |                      |
| 2011-2012 | HC Kometa Brno         | Extraliga | 52 | 18               | 15               | 33               | 84               | 20               | 5 | 10                   | 15                   | 50                   |                      |                      |
| 2012-2013 | HC Kometa Brno         | Extraliga | 49 | 9                | 18               | 28               | 88               | -                | - | -                    | -                    | -                    |                      |                      |
| 2013-2014 | HC Kometa Brno         | Extraliga | 43 | 5                | 18               | 23               | 74               | 18               | 1 | 3                    | 4                    | 18                   |                      |                      |
| 2014-2015 | HC Kometa Brno         | Extraliga | 48 | 9                | 8                | 17               | 114              | 12               | 2 | 4                    | 6                    | 20                   |                      |                      |
| 2015-2016 | HC Kometa Brno         | Extraliga | 40 | 10               | 7                | 17               | 64               | 4                | 2 | 0                    | 2                    | 20                   |                      |                      |
| 2016-2017 | HC Kometa Brno         | Extraliga | 50 | 11               | 12               | 23               | 83               | 12               | 0 | 2                    | 2                    | 10                   |                      |                      |
| 2017-2018 | HC Kometa Brno         | Extraliga | 44 | 6                | 4                | 10               | 22               | 14               | 1 | 5                    | 6                    | 22                   |                      |                      |
| 2018-2019 | HC Kometa Brno         | Extraliga | 50 | 8                | 8                | 16               | 66               | 10               | 0 | 0                    | 0                    | 8                    |                      |                      |